# W&W
W&W je nizozemské elektronické hudební duo z města Breda v Nizozemsku. Ze začátku své kariéry tvořili trance, později změnili styl na big room, progressive house a další druhy elektronické taneční hudby. Duo se skládá z dvojice Willem van Hanegem Jr. a Ward van der Harst, který je také známý jako Re-Ward. Willem je syn nizozemského fotbalového hráče Willema van Hanegema. Jsou známí i pod jménem NWYR, které vytvořili v roce 2017 a vydávají pod ním trance singly s prvky big roomu.

## Biografie
Willem a Ward spolu poprvé navázali kontakt skrz Windows Live Messenger, kde vzájemně sdíleli svou hudbu. Oba původně produkovali své vlastní skladby (Willem od 16 a Ward od 17 let), které měly čím dál větší úspěch. Postupně se spřátelili a poprvé se naživo potkali na festivalu Trance Energy 2007. Jejich první společný singl „Mustang“ byl velmi úspěšný a objevil se i v hudebních setech velkých jmen trance DJs jako Armin van Buuren nebo Tiësto. Vydán byl v červenci 2008 na labelu Armada Music.
V roce 2011 se poprvé dostali mezi stovku nejlepších DJs světa v rámci měsíčního magazínu DJ Mag. Tento žebříček od té doby neopustili a jejich nejlepší umístění je z roku 2016, kdy skončili na 13. místě. Za rok 2021 jim patří 14. příčka.
V dubnu 2012 založili svůj vlastní label „Mainstage Music“, pojmenovaný po jejich v té době doposud nejúspěšnější skladbě „Mainstage“. Jednalo se zároveň o odnož labelu Armada Music. Na Mainstage Music kromě singlů od samotného dua W&W byly vydávány mimo jiné singly od producentů jako Andrew Rayel, Armin van Buuren, Maurice West nebo Sick Individuals. Téhož roku vydali skladbu s názvem „Invasion“, která se stala hlavní skladbou rádiové show A State of Trance 550.
W&W oznámili přechod mezi žánry z trance na big room na začátku roku 2013 poté, co vydali singl „Lift Off!“, který kombinuje prvky trance a electro house. Singl „D# Fat“ s Arminem van Buurenem vydaný o tři měsíce později je směsicí starého W&W trance stylu a právě nového W&W big room stylu, kterého se duo víceméně drží až dodnes. Jednalo se o nejčastější žánr singlů publikovaných na Mainstage Music.
Ke svému původnímu žánru se vrátili v roce 2017, kdy představili nový projekt s názvem „NWYR“. Willem a Ward později uvedli, že za vznikem NWYR stojí z části i jejich posluchači, kterým chyběl jejich starý trance styl a často se svých oblíbených umělců ohledně tohoto tématu dotazovali. První singl vydaný pod tímto pseudonymem byl remix hitovky „Castle on the Hill“ od Eda Sheerana. V současnosti, po pěti letech, je oficiálně vydaných 18 singlů a 2 remixy.
V říjnu 2018 změnili název svého labelu na „Rave Culture“. Účelem bylo poskytnutí prostoru více vyniknout i ostatním žánrům EDM mimo big room. Proto se zde ve větší míře nachází singly žánrů jako happy hardcore, hard trance, hardstyle, psytrance nebo tech house. Název prvního singlu vydaného na přejmenovaném labelu je také „Rave Culture“. Zpočátku měl label pomalý rozjezd, v současnosti vydává zhruba 4 až 5 singlů měsíčně. Nejznámějšími a nejčastěji se vyskytujícími jmény na labelu kromě W&W jsou Armin van Buuren, AXMO, Blasterjaxx, KEVU, Maurice West, NIVIRO, SaberZ, Sandro Silva nebo Will Sparks. Nejpopulárnější singl Rave Culture má název „Tricky Tricky“, jehož autory jsou W&W, Timmy Trumpet, Will Sparks a Sequenza. Za 2,5 roku od jeho vydání nasbíral přes 15 milionů zhlédnutí na YouTube.
V lednu 2022 představili novou divizi svého labelu s názvem „Dystopia“, který se zaměřuje především na temnější a více undergroundový styl než Rave Culture. Úvodní slogan této divize zní v překladu takto: „Temný sound dorazí poté, co se vynoří z periferie města Rave Culture. Pro ty, kteří hledají hlubší poslechový zážitek, představuje Rave Culture nový prostor k poslechu svěžích, ale přesto temně zabarvených desek, na rozdíl od toho, co poslouchali nebo byli zvyklí poslouchat. Vítejte v Rave Culture: Dystopia.“. První singl vydaný v divizi se jmenuje „The Lone Ranger“ od NWYR a splňuje přesně to, co koncept Rave Culture: Dystopia svým posluchačům slibuje. Doposud bylo na Dystopii vydáno 5 singlů, na nichž se kromě aliasu NWYR podíleli další DJs, konkrétně Sandro Silva a Wiwek.

## Členové
- Willem van Hanegem Jr. (*25. června 1987)
- Ward van der Harst (*26. prosince 1988)

## Diskografie

### Alba
| Rok  | Název  | NED |
| ---- | ------ | --- |
| 2011 | Impact | –   |

### Kompilace
| Rok  | Název                 |
| ---- | --------------------- |
| 2015 | Bigfoot               |
| 2012 | Mainstage, Vol. 1     |
| 2010 | Trance World, Vol. 10 |

### Skladby

#### jako W&W
| Název                                      | Další umělci                                | Rok  |
| ------------------------------------------ | ------------------------------------------- | ---- |
| Come With Me                               | Harris & Ford, Special D.                   | 2022 |
| Sao Paulo                                  | The Lost Shepherds, Sonny Wilson            | 2022 |
| StarShine (I Don't Want This Night To End) | AXMO, Sonja                                 | 2022 |
| Moonlight Shadow                           | Groove Coverage                             | 2021 |
| Dynamite (Bigroom Nation)                  | Blasterjaxx                                 | 2021 |
| We're Still Young                          | Nicky Romero                                | 2021 |
| This Is Our Legacy                         | Sandro Silva, Justin Prime                  | 2021 |
| Greece 2021                                | Martin Jensen, Linnea Schössow              | 2021 |
| Skydance                                   | AXMO, Giin                                  | 2021 |
| Distant Memory                             | Timmy Trumpet, R3HAB                        | 2021 |
| Gold                                       |                                             | 2020 |
| Rave Love                                  | AXMO, Sonja                                 | 2020 |
| Comin' to Getcha                           |                                             | 2020 |
| Clap Your Hands                            | Dimitri Vegas & Like Mike, Fedde Le Grand   | 2020 |
| Do It for You                              | Lucas & Steve                               | 2020 |
| Wizard of the Beats                        | Sandro Silva, Zafrir                        | 2020 |
| Tricky Tricky                              | Timmy Trumpet, Will Sparks, Sequenza        | 2019 |
| Khaleesi                                   | 3 Are Legend                                | 2019 |
| Let the Music Take Control                 | Blasterjaxx                                 | 2019 |
| Ups & Downs                                | Nicky Romero                                | 2019 |
| Matrix                                     | Maurice West                                | 2019 |
| The Light                                  | Kizuna AI                                   | 2019 |
| Repeat After Me                            | Dimitri Vegas & Like Mike, Armin van Buuren | 2019 |
| Ready to Rave                              | Armin van Buuren                            | 2018 |
| Rave Culture                               |                                             | 2018 |
| Arcade Mammoth                             | Dimitri Vegas & Like Mike, Moguai           | 2018 |
| Long Way Down                              | Darren Styles, Giin                         | 2018 |
| Supa Dupa Fly 2018                         |                                             | 2018 |
| God Is a Girl                              | Groove Coverage                             | 2018 |
| Crowd Control                              | Dimitri Vegas & Like Mike                   | 2017 |
| Chakra                                     | Vini Vici                                   | 2017 |
| Put Em Up                                  |                                             | 2017 |
| Whatcha Need                               |                                             | 2017 |
| Get Down                                   | Hardwell                                    | 2016 |
| Caribbean Rave                             |                                             | 2016 |
| Live the Night                             | Hardwell, Lil Jon                           | 2016 |
| How Many                                   |                                             | 2016 |
| Arcade                                     | Dimitri Vegas & Like Mike                   | 2016 |
| If It Ain't Dutch                          | Armin van Buuren                            | 2015 |
| Spack Jarrow                               | MOTi                                        | 2015 |
| The One                                    |                                             | 2015 |
| Bowser                                     | Blasterjaxx                                 | 2015 |
| Rave After Rave                            |                                             | 2015 |
| Don't Stop the Madness                     | Hardwell, Fatman Scoop                      | 2014 |
| We Control the Sound                       | Headhunterz                                 | 2014 |
| The Dance Floor Is Ours                    | Hardwell                                    | 2014 |
| Waves (Tomorrowland 2014 Anthem)           | Dimitri Vegas & Like Mike                   | 2014 |
| Shocker                                    | Headhunterz                                 | 2014 |
| Rocket                                     | Blasterjaxx                                 | 2014 |
| Bigfoot                                    |                                             | 2014 |
| Jumper                                     | Hardwell                                    | 2013 |
| Thunder                                    |                                             | 2013 |
| Ghost Town                                 |                                             | 2013 |
| D# Fat                                     | Armin van Buuren                            | 2013 |
| The Code                                   | Ummet Ozcan                                 | 2013 |
| Lift Off!                                  |                                             | 2012 |
| White Label                                |                                             | 2012 |
| Moscow                                     |                                             | 2012 |
| Trigger                                    | Marcel Woods                                | 2012 |
| Summer                                     | Jochen Miller                               | 2012 |
| Shotgun                                    |                                             | 2012 |
| Invasion                                   |                                             | 2012 |
| Cookie Jar                                 |                                             | 2011 |
| Velicity                                   | Ummet Ozcan                                 | 2011 |
| Treasure Chest                             | Leon Bolier                                 | 2011 |
| State of Emergency                         | Emily Rath                                  | 2011 |
| Nowhere to Go                              | Bree                                        | 2011 |
| Search for Tomorrow                        |                                             | 2011 |
| Do Skip                                    |                                             | 2011 |
| Based on a True Story                      |                                             | 2011 |
| Code Red                                   |                                             | 2011 |
| Twist                                      | Mark Sixma                                  | 2011 |
| Beta                                       |                                             | 2011 |
| Three O'Clock                              | Ana Criado                                  | 2011 |
| Phantom                                    | Wezz Devall                                 | 2011 |
| AK47                                       |                                             | 2011 |
| Impact                                     |                                             | 2011 |
| Nexgen                                     | Ben Gold                                    | 2010 |
| Break the Rules                            | Ben Gold                                    | 2010 |
| Saturn                                     | Leon Bolier                                 | 2010 |
| Alpha                                      |                                             | 2010 |
| Manhattan                                  |                                             | 2010 |
| Alligator Fuckhouse                        | Jonas Stenberg                              | 2010 |
| D.N.A.                                     |                                             | 2010 |
| System Overload                            |                                             | 2009 |
| Mainstage                                  |                                             | 2009 |
| Synergy                                    | Ummet Ozcan                                 | 2009 |
| The Plan                                   |                                             | 2009 |
| Plasma                                     |                                             | 2008 |
| Chronicles                                 |                                             | 2008 |
| Arena                                      |                                             | 2008 |
| Dome                                       |                                             | 2008 |
| Intercity                                  |                                             | 2008 |
| Countach                                   |                                             | 2008 |
| Eruption                                   |                                             | 2008 |
| Mustang                                    |                                             | 2008 |

#### jako NWYR
| Název                   | Další umělci            | Rok  |
| ----------------------- | ----------------------- | ---- |
| S1R1                    |                         | 2022 |
| Cocoon                  | Wiwek                   | 2022 |
| Zero Gravity            |                         | 2022 |
| The Lone Ranger         |                         | 2022 |
| Year Of The Dragon      |                         | 2021 |
| InterGalactic           | FLRNTN, Darius & Finlay | 2021 |
| Shenron                 |                         | 2021 |
| Drakaina                |                         | 2020 |
| Gamer                   |                         | 2020 |
| Heart Eyes              |                         | 2020 |
| Mind Control            |                         | 2019 |
| Artificial Intelligence |                         | 2019 |
| The Melody              | Andrew Rayel            | 2019 |
| Wormhole                |                         | 2018 |
| Time Spiral             |                         | 2018 |
| Ends of Time            |                         | 2018 |
| Dragon                  |                         | 2017 |
| Voltage                 |                         | 2017 |

### Remixy

#### jako W&W
| Název                                                         | Umělci                                                             | Rok  |
| ------------------------------------------------------------- | ------------------------------------------------------------------ | ---- |
| Hold On (W&W Festival Mix)                                    | Justin Bieber                                                      | 2021 |
| Dragostea Din Tei (W&W Remix)                                 | O-Zone                                                             | 2021 |
| Candyman (Dimitri Vegas & Like Mike, W&W & Ummet Ozcan Remix) | Da Boy Tommy, Da Rick                                              | 2020 |
| Faded (W&W Festival Mix)                                      | Alan Walker                                                        | 2020 |
| Blinding Lights (W&W Festival Mix)                            | The Weeknd                                                         | 2020 |
| Waste It on Me (W&W Remix)                                    | Steve Aoki, BTS                                                    | 2018 |
| PPAP (W&W Remix)                                              | Pikotaro                                                           | 2017 |
| Hymn for the Weekend (W&W Festival Mix)                       | Coldplay                                                           | 2016 |
| Stole the Show (W&W Bootleg)                                  | Kygo, Parson James                                                 | 2016 |
| Propaganda (W&W Bootleg                                       | DJ Snake                                                           | 2016 |
| I Took a Pill in Ibiza (W&W Festival Mix)                     | Mike Posner                                                        | 2016 |
| Needed Me (W&W Remix)                                         | Rihanna                                                            | 2016 |
| Don't Let Me Down (W&W Remix)                                 | The Chainsmokers, Daya                                             | 2016 |
| Get Low (W&W Remix)                                           | Dillon Francis, DJ Snake                                           | 2015 |
| Birds Fly (W&W Festival Mix)                                  | Hardwell, Mr. Probz                                                | 2015 |
| Sun Is Shining (W&W Remix)                                    | Axwell Λ Ingrosso (Axwell a Sebastian Ingrosso)                    | 2015 |
| Kernkraft 400 (W&W Remix)                                     | Zombie Nation                                                      | 2015 |
| Freaks (W&W Bigroom Edit)                                     | Timmy Trumpet, Savage                                              | 2015 |
| Shadow (W&W Edit)                                             | Mark Sixma                                                         | 2014 |
| Eparrei (W&W Remix)                                           | Dimitri Vegas & Like Mike, Diplo, Fatboy Slim, Bonde Do Role & Pin | 2014 |
| I Got U (W&W Remix)                                           | Duke Dumont, Jax Jones                                             | 2014 |
| U (W&W Remix)                                                 | Gareth Emery, Bo Bruce                                             | 2014 |
| Love Never Came (W&W & Armin van Buuren Remix)                | Armin van Buuen, Richard Bedford                                   | 2013 |
| Am I Wrong (W&W Remix)                                        | Nico & Winz                                                        | 2013 |
| Love for the Night (W&W Remix)                                | Krewella                                                           | 2013 |
| This Is What It Feels Like (W&W Remix)                        | Armin van Buuren, Trevor Guthrie                                   | 2013 |
| Clarity (W&W Bootleg)                                         | Zedd, Foxes                                                        | 2013 |
| Waiting (W&W Remix)                                           | Dash Berlin, Emma Hewitt                                           | 2012 |
| Silence (W&W & Jonas Stenberg Remix)                          | Delerium, Sarah McLachlan                                          | 2012 |
| Over the Rainbow (W&W Remix)                                  | Cosmic Gate, J'Something                                           | 2012 |
| These Silent Hearts (W&W Remix)                               | Armin van Buuren, BT                                               | 2011 |
| Champagne Sreams (W&W Remix)                                  | Marcel Woods                                                       | 2011 |
| Banshee (W&W Remix)                                           | Sean Tyas                                                          | 2011 |
| Botnik (W&W Remix)                                            | J.O.C.                                                             | 2010 |
| The Beauty of Silence (W&W & Jonas Stenberg Remix)            | Svenson & Gielen                                                   | 2010 |
| My Mind Is With You (W&W Remix)                               | Aly & Fila, Denise Rivera                                          | 2010 |
| Damager 02 (W&W Remix)                                        | Scott Mac                                                          | 2010 |
| Remedy (W&W Remix)                                            | Little Boots                                                       | 2009 |
| Arctic Globe (W&W Remix)                                      | Ørjan Nilsen                                                       | 2009 |
| Rain (W&W Remix)                                              | Armin van Buuren, Cathy Burton                                     | 2009 |
| Acapulco (W&W Remix)                                          | Leon Boiler, Galen Behr                                            | 2009 |
| Riel People Know (W&W Remix)                                  | Sied van Riel                                                      | 2008 |
| Fade 2 Black (W&W Remix)                                      | M6                                                                 | 2008 |

#### jako NWYR
| Název                           | Umělci                    | Rok  |
| ------------------------------- | ------------------------- | ---- |
| Saving Light (NWYR Remix)       | Gareth Emery, Standerwick | 2017 |
| Castle on the Hill (NWYR Remix) | Ed Sheeran                | 2017 |